# Shelby Automobiles
Shelby Automobiles è la denominazione dal 2003 della casa automobilistica statunitense fondata nel 1962 dall'ex pilota automobilistico Carroll Shelby come Shelby American.

## Storia

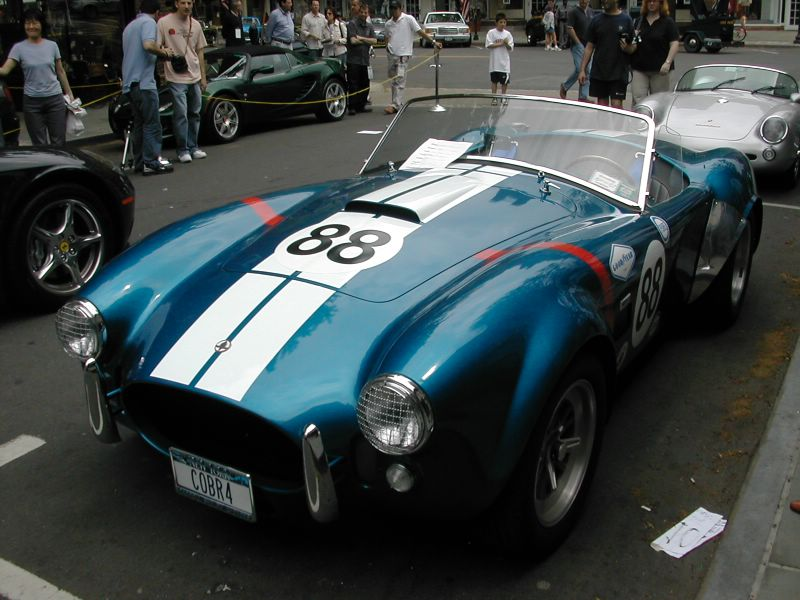
Una Shelby Cobra

Cobra è il marchio delle prime vetture costruite da Carroll Shelby dal 1961 negli Stati Uniti. La prima denominazione del modello è stata Shelby A.C. Cobra per diventare poi A.C. Cobra e infine Ford Cobra. Il motivo di queste variazioni è dovuto agli accordi intercorsi, in tempi successivi, fra Shelby, la Ford americana e la casa inglese AC Cars.
La vettura era infatti assemblata con telaio e carrozzeria dell'AC e meccanica Ford. Il nome di Shelby sembra lo abbia imposto la Ford che forniva i motori e che non voleva esporsi direttamente nelle corse; AC lo ha voluto la casa inglese per i telai e le carrozzerie che inviava negli Stati Uniti, e Cobra era il marchio voluto da Shelby. In seguito diventa A.C. Cobra, ma con l'aggiunta della scritta Ford Powered sulla vettura. Infine si modifica in Ford Cobra perché Shelby diventa un preparatore delle vetture sportive costruite in serie dalla Ford.
Carroll Shelby, già noto pilota non solo negli Stati Uniti ma anche in Europa, dove ha corso con vetture MG, Allard, Jaguar, Aston Martin, Ferrari e Maserati nelle maggiori competizioni di durata, aveva avuto modo in questo periodo di avere contatti con i costruttori europei di vetture sportive. Di questi rapporti approfitta nell'autunno del 1961 quando decide di costruire delle vetture da gran turismo e sport. si rivolge alla casa inglese A.C. affinché gli fornisca i telai che riteneva robusti, leggeri e adatti a essere equipaggiati con motore Ford a 8 cilindri a V senza dover apportare troppe modifiche.
Nel frattempo, essendo venuto a conoscenza che la Ford americana stava costruendo un motore 8 V abbastanza leggero (blocco motore in alluminio), chiede di poterlo avere per applicarlo su una vettura sportiva che stava progettando. Ottiene risposte affermative da tutte e due le Case con fornitura a credito delle varie parti fino alla vendita delle prime vetture. Invia all'A.C. le dimensioni degli ingombri del motore Ford di 2622 cm³ ma poco dopo fa seguire quelli dello stesso propulsore nella cilindrata di 4261 cm³. Shelby parte per la Gran Bretagna perché si rende conto che al telaio occorre apportare delle modifiche in conseguenza delle maggiori potenze sviluppate dal motore.
La prima piccola officina della Shelby A.C. Cobra ha sede a Santa Fé dove vengono elaborati i motori per ricavarne una maggiore potenza. Si trasferirà nel giugno del 1962 a Venice in California, nella stessa officina già attrezzata dove Lance Reventlow ha appena cessato di costruire le Scarab. La sede successiva definitiva è a Los Angeles nelle vicinanze dell'aeroporto.
Nel 1963 è in produzione la 289 Sport che vince il Campionato Americano per vetture di serie e partecipa con poco successo alla 24 Ore di Le Mans. Vince invece a Riverside con David Mac-Donald mentre Ken Miles si piazza secondo. Nel 1964 la presenza della Cobra, assistita direttamente dalla Ford è massiccia in numerose gare degli Stati Uniti ed europee. Ottiene dei buoni risultati sia con la Sport 427 sia con la coupé. Le coupé per Le Mans sono state costruite a Modena presso la carrozzeria Gransport. Nel Campionato Internazionale Costruttori la Cobra è terza dietro alla Ferrari e alla Porsche nell'ordine. La coupé Daytona costruita nel 1965 è quella che dà le maggiori soddisfazioni a Shelby. Conquista infatti il Campionato Internazionale Costruttori per vetture Gran Turismo. 

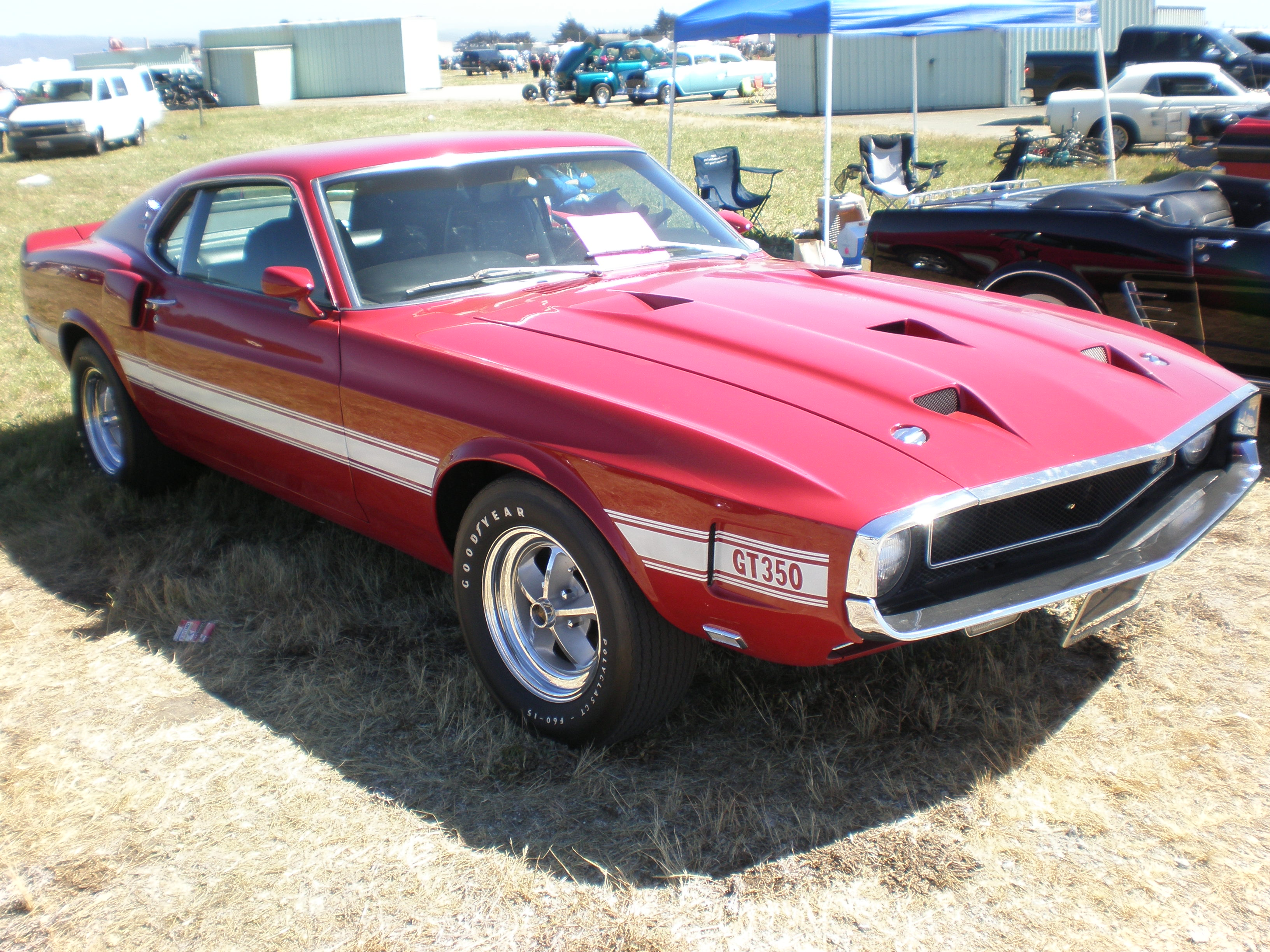
Shelby Mustang del 1969

Dal 1964 la collaborazione con Ford si intensifica e Shelby viene incaricato di progettare una versione potenziata di uno dei cavalli di battaglia della casa di Detroit, la Ford Mustang che diventa in questa versione particolare Shelby Mustang.
Nel 1966, durante alcuni collaudi, muore Ken Miles, capo collaudatore, collaboratore dei progetti costruttivi della Cobra e pilota di Carroll Shelby. È uno dei motivi che determina in Shelby la decisione di smettere di costruire vetture; l'altro motivo è l'interessamento della Ford ad una partecipazione diretta alle competizioni automobilistiche. Un primo accenno a questo fatto lo si era avuto nel 1964, quando Shelby chiese alla Ford di poter montare i motori Galaxie sulle sue Cobra. La Ford però si oppose nettamente perché le Cobra sarebbero state in competizione con le Ford GT coupé. Nel 1966 la Ford partecipa indirettamente alle corse con la GT-40 e da allora Shelby si occupa delle versioni spinte delle Mustang oltre a essere socio di Dan Gurney nella Eagle che costruiva negli anni '60 monoposto di Formula 1 e Formula Indianapolis.
Nel 1970 si interrompono i rapporti con la Ford e i successivi rapporti di Shelby con il mondo delle quattro ruote ripresero solo nel 1982 con la firma di un accordo con la Chrysler per la progettazione di modelli di derivazione Dodge, in particolare della Dodge Viper.
È del 2003 il nuovo accordo con Ford da cui nasce la nuova denominazione sociale dell'azienda.